# Biurowiec Oxygen w Szczecinie
Biurowiec Oxygen w Szczecinie – budynek biurowo-usługowy znajdujący się przy ulicy Jacka Malczewskiego 26 w Szczecinie w pobliżu skrzyżowania z aleją Wyzwolenia.

## Opis
Oxygen jest nowoczesnym dziewięciokondygnacyjnym budynkiem biurowym klasy A o wysokości 36 m, kubaturze 80941 m³ i powierzchni użytkowej 16 666 m² zlokalizowanym w centrum Szczecina. Został zbudowany w latach 2008–2010. Na przylegającym do budynku placu oraz w części podziemnej znajduje się 180 miejsc parkingowych.
Biurowiec ten należący do EPP otrzymał certyfikat BREEAM In-Use. Dokument poświadcza zachowanie najwyższych standardów ekologicznych i przyjazność ekologiczną budynku, zarówno na poziomie użytkowym, jak i w aspekcie zarządzania obiektem.
Budynek zaprojektował zespół gdyńskiej pracowni Arch-Deco w składzie: Zbigniew Reszka, Michał Baryżewski, Michał Dolistowski, Paweł Kwiecień i Michał Afeltowicz. Inwestycję zrealizowała spółka deweloperska Echo Investment.
Na parterze mieszczą się: PKO Bank Polski, Medicover oraz piekarnia-cukiernia Artisan.

## Zdjęcia

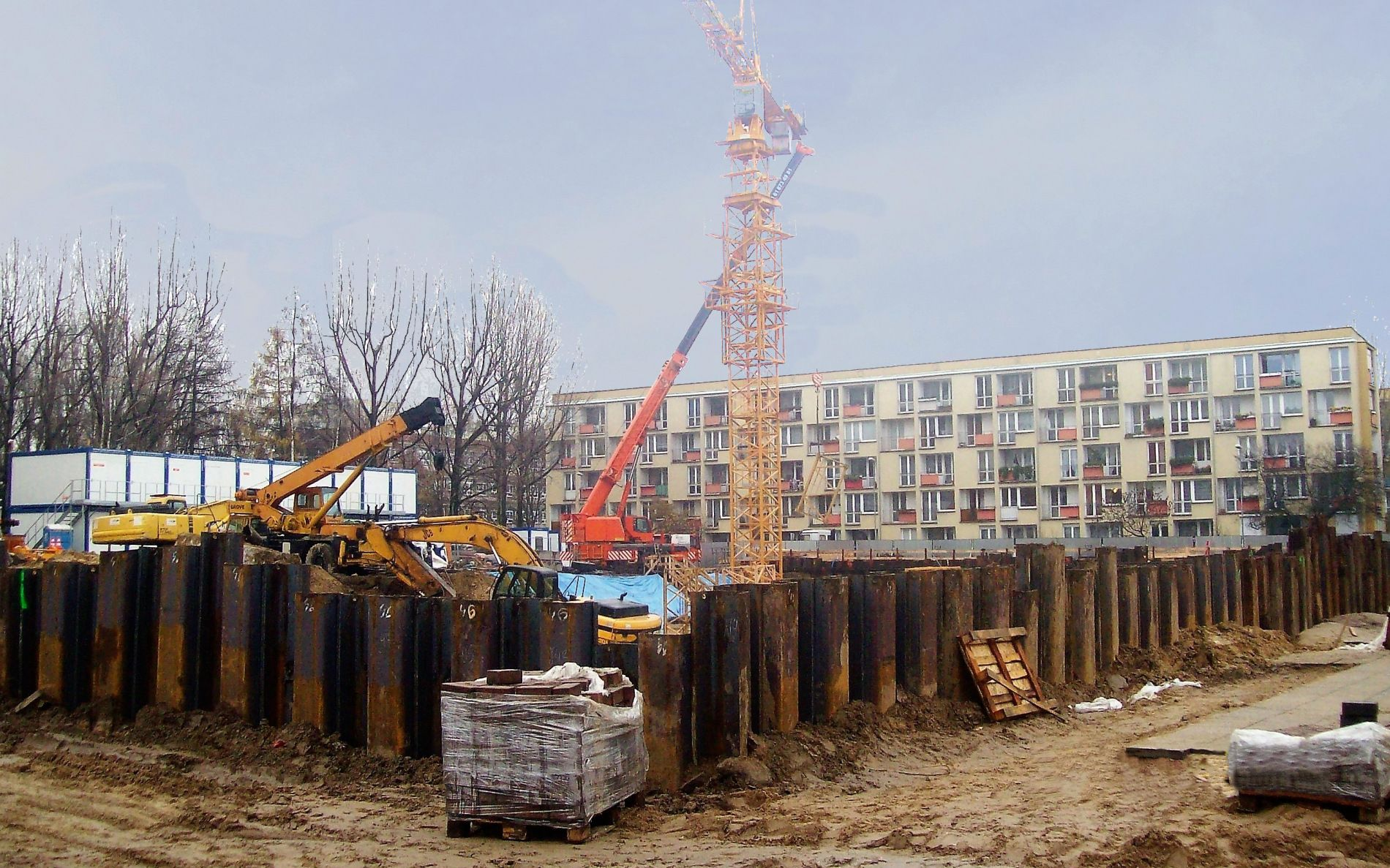
Budowa Oxygena (2008)
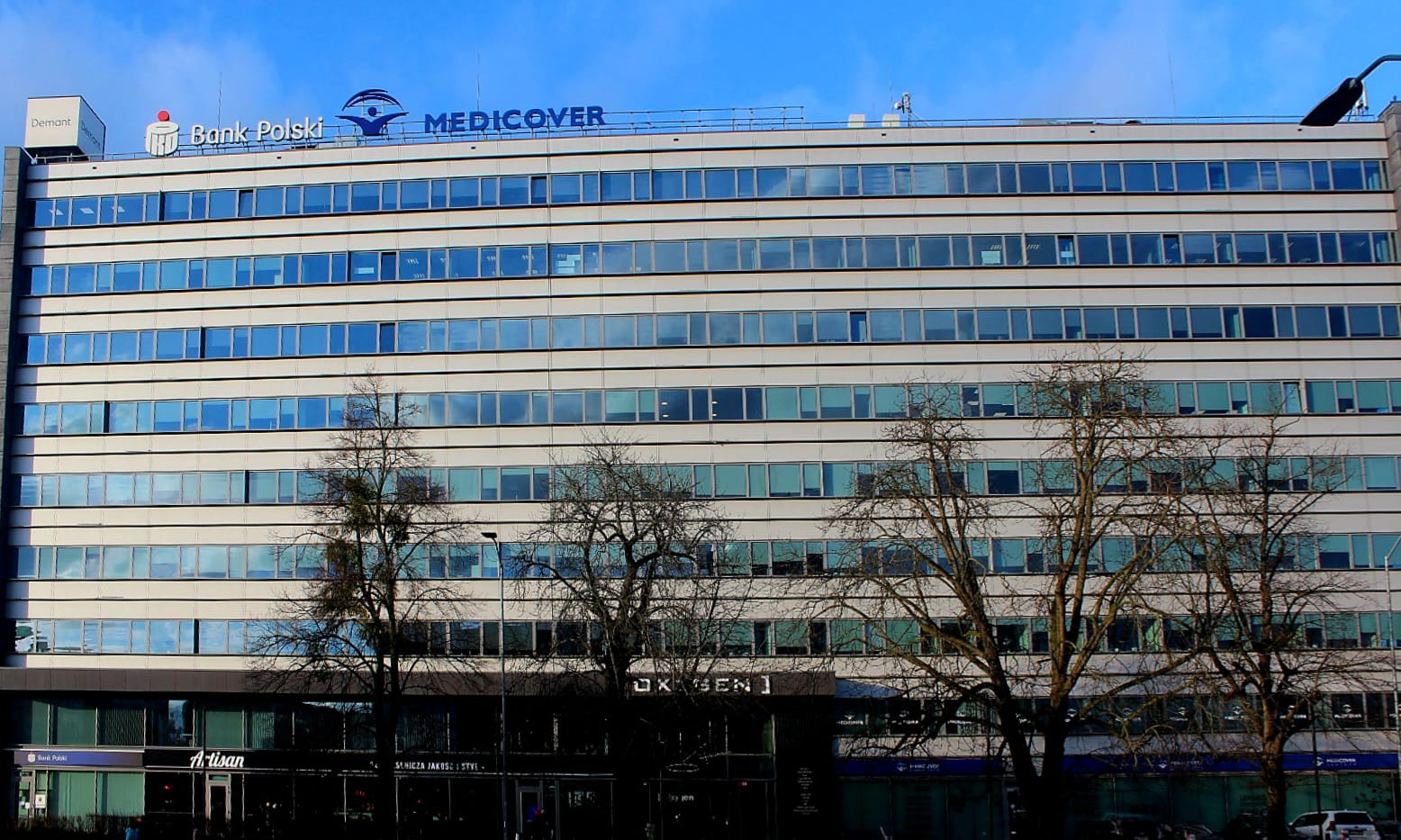
Oxygen od frontu (2024)
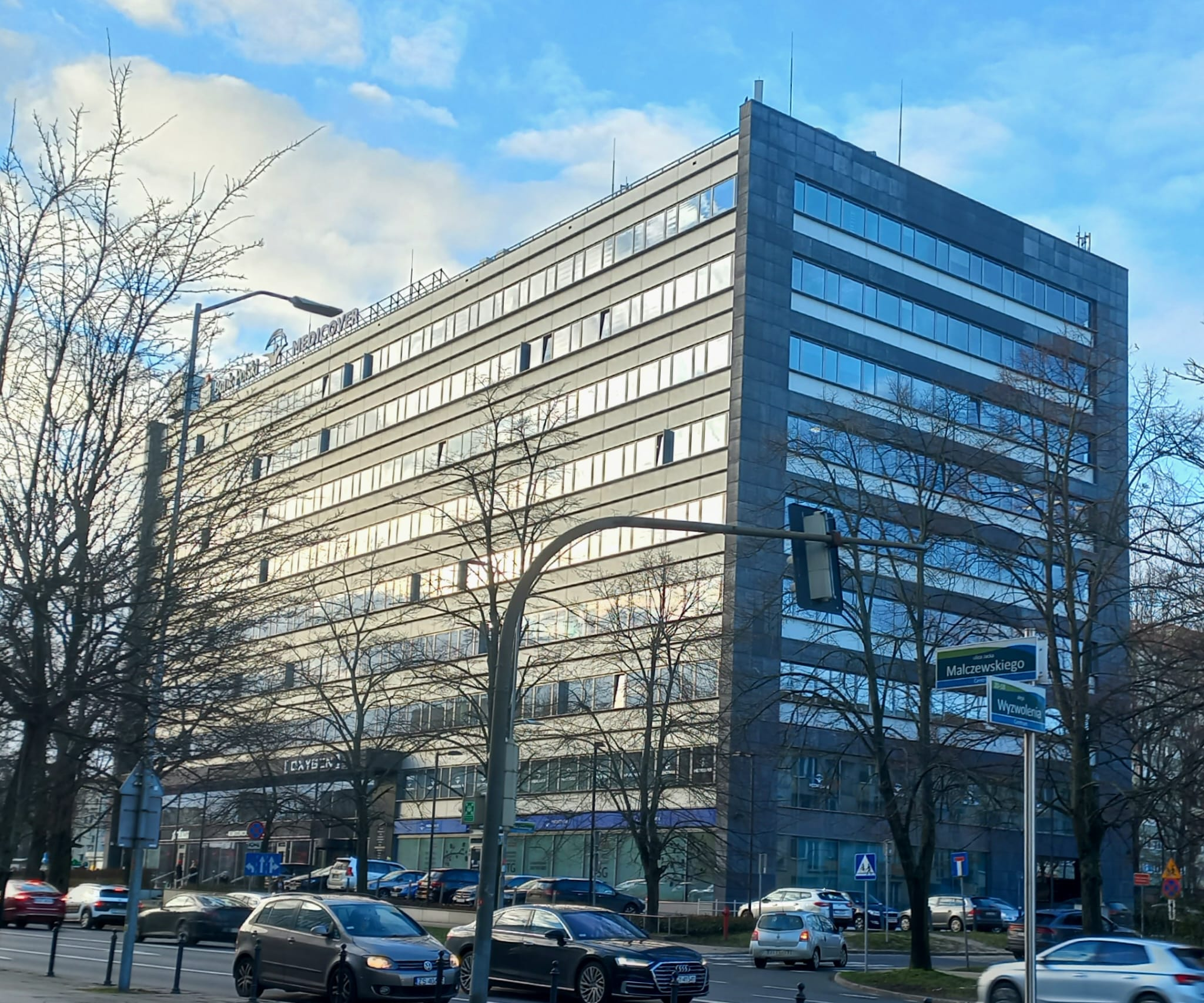
Oxygen (2024)